# Georg Schloßer
Georg Schloßer (* 6. Dezember 1865 in Kirchheimbolanden; † 23. Dezember 1932) war ein deutscher Verwaltungsjurist und Bezirksamtmann.

## Leben
Georg Schloßer leistete seinen Militärdienst als Einjährig-Freiwilliger. In den Jahren von 1885 bis 1889 studierte er Rechtswissenschaften an der Ludwig-Maximilians-Universität München und der Humboldt-Universität zu Berlin. 1892 legte er das Große juristische Staatsexamen  (Note II) ab und wurde Assessor beim Bezirksamt Uffenheim und 1900 in Kusel. Zum 1. Mai 1907 wurde er als Bezirksamtmann mit der Leitung des Bezirksamtes Homburg betraut. Im Dezember 1915 zum Regierungsrat ernannt, blieb er dort bis Ende Februar 1920, als er zum Bezirksamtsvorstand in Bad Dürkheim ernannt wurde. Bereits einen Monat später wurde er zum Oberregierungsrat befördert. Zum 1. Februar 1931 ging Schloßer in den Ruhestand.